# Ana Maria Tănasie
Ana Maria Tănasie (n. 6 aprilie 1995, în Hunedoara) este o fostă handbalistă care a evoluat pe postul de extremă stânga. Ea s-a retras din activitate în 2024, ultima oară jucând pentru clubul CS Minaur Baia Mare.

## Biografie
Ana Maria Tănasie a început să joace handbal la vârsta de 12 ani sub îndrumarea antrenorilor Paraschiva Bălici și Ioan Feier, la Clubul Sportiv Școlar din Hunedoara, urmând exemplul surorii ei mai mare care practica acest sport. În paralel a practicat și atletismul iar după doi ani în care s-a remarcat la junioare, a fost cooptată la CNE Râmnicu Vâlcea, unde a fost antrenată de Victorina Bora.
A debutat la nivel de senioare, în Liga Națională sezonul 2012-2013, cu naționala de tineret, care a înlocuit echipa Terom-Z Iași, retrasă din motive financiare. Pe 12 septembrie 2012, la scurt timp de la această decizie, după disputarea a două etape din campionat, FRH a decis retragerea naționalei de tineret datorită neînțelegilor apărute între FRH și unele cluburi privind jucătoarele nominalizate pentru a face parte din această echipă. Tănasie a continuat să evolueze pentru echipa CNE Râmnicu Vâlcea, în Divizia A, până la începutul anului 2013, când a fost împrumutată la HC Zalău. În iunie 2013, la licitația organizată de FRH pentru jucătoarele de la Centrul Național de Excelență Râmnicu Vâlcea, Tănăsie  a semnat un contract pe cinci ani cu HCM Baia Mare. Alături de HCM Baia Mare a câștigat Supercupa României 2013, și a participat la un turneu de calificare în grupele Ligii Campionilor 2013-2014. La turneul organizat la Baia Mare, formația băimareană s-a calificat în grupele Ligii Campionilor, după ce a învins două reprezentante ale handbalului danez, Viborg HK și Holstebro.
Ana Maria Tănasie a fost componentă a echipelor de junioare și tineret ale României. Alături de naționala de junioare, Tănasie a participat la Campionatul European de Junioare ediția 2011 din Cehia, și la Campionatul Mondial de Junioare Muntenegru 2012, unde România s-a clasat pe locul patru. În 2013 a făcut parte din naționala de tineret a României la Campionatul European de Handbal Feminin pentru Tineret din 2013 din Danemarca. De asemenea a participat cu naționala la Campionatul Mondial de Tineret ediția 2014 din Croația, unde România a ocupat locul șase. A fost convocată, prima oară, la naționala de senioare, în 2011, la Trofeul Carpați, unde a marcat 5 goluri. În 2013, ea a fost convocată, din nou, de selecționerul Gheorghe Tadici la lotul lărgit al naționalei de handbal feminin a României pentru Trofeul Carpați și pentru barajul de calificare la Campionatul Mondial Serbia 2013.
Sezonul 2013-2014 a marcat debutul handbalistei în Liga Campionilor și câștigarea campionatului, dar și o accidentare gravă în timpul unui meci amical din decembrie 2013, ea revenind pe terenul de joc în primăvara anului 2014, lipsind din această cauză de la turneul final al Cupei României desfășurat la Târgoviște, fiind prezentă doar la decernarea medaliilor. În anul competițional 2014-2015 a fost împrumutată la SCM Craiova, contribuind la obținerea medaliilor de bronz în cadrul turneului Final Four al Cupei României 2015 de la Baia Mare care a asigurat în premieră pentru clubul craiovean prezența într-o competiție europeană, Cupa Cupelor 2015-2016. Revine, în vara anului 2015 la HCM Baia Mare, cu care a câștigat Supercupa României 2015, a ocupat locul 2 în Liga Națională, locul 3  în Cupa României ediția 2015-2016 și a ajuns până faza sferturilor Ligii Campionilor 2015-2016. În 2015, handbalista a făcut parte din lotul național al României care a câștigat medalia de bronz la Campionatul Mondial din Danemarca, învingând în finala mică Polonia cu scorul de 31-22. De asemenea a fost prezentă în lot la turneul de calificare la Jocurile Olimpice, dar a ratat prezența la Rio din cauza unei accidentări. In decembrie 2015, ea a fost declarată Cetățean de onoare al municipiului Hunedoara. Odată cu disoluția clubului HCM Baia Mare la sfârșitul sezonului sezonului 2015-2016, Tănasie a semnat cu HC Dunărea Brăila, cu care a evoluat în Cupa EHF 2016-17. La începutul anului 2017, Ana Maria Tănasie și-a reziliat contractul cu Dunărea Brăila și a semnat cu echipa HCM Râmnicu Vâlcea un contract pe doi ani și jumătate. Aflată în recuperare după o operație la genunchi ea a evoluat pentru echipa vâlceană din sezonul 2017-2018. O nouă accidentare, din noiembrie 2017, urmată de o nouă intervenție chirurgicală au făcut ca Tănasie să fie indisponibilă pentru restul sezonului. În vara anului 2018, handbalista s-a despărțit de echipa vâlceană și s-a transferat la SCM Craiova, ocazie cu care a evoluat din nou în cupele europene, prima oară în preliminariile  Ligii Campionilor 2018-2019 și apoi în Cupa EHF 2018-2019. A evoluat pentru a patra oară în Cupa EHF, în sezonul 2019-2020, odată cu transferul la CS Măgura Cisnădie.
În 2020, după un sezon petrecut la echipa sibiană, Ana Maria Tănasie s-a transferat la CS Minaur Baia Mare. Cu echipa băimăreană ea a cucerit medalia de argint în sezonul 2020-2021 al Ligii Naționale și medalia de bronz în ediția 2020-21 a Ligii Europene. În mai 2024 Ana Maria Tănasie și-a anunțat retragerea din activitate. În 2023 ea a deschis o sală de fitness.

## Palmares
- Campionatul Mondial:
  -  Medalie de bronz: 2015

- Liga Campionilor:
  - Sfertfinalistă: 2016
  - Grupe: 2014
  - Calificări: 2019

- Liga Europeană:
  -  Medalie de bronz (Turneul Final Four): 2021
  - Locul 4 (Turneul Final Four): 2022

- Cupa EHF:
  - Semifinalistă: 2013
  - Grupe: 2019, 2020
  - Turul 3: 2017

- Liga Națională:
  -  Câștigătoare: 2014
  -  Medalie de argint: 2016, 2021

- Cupa României:
  -  Câștigătoare: 2014
  -  Medalie de bronz: 2015, 2016

- Supercupa României:
  -  Câștigătoare: 2013, 2015

## Statistică goluri și pase de gol
Conform Federației Române de Handbal, Federației Europene de Handbal și Federației Internaționale de Handbal:
| Sezon                                  | Echipă | Goluri |
| -------------------------------------- | ------ | ------ |
|                                        |        |        |
| 2012-13                                |        |        |
| HC Zalău                               | 26     |        |
|                                        |        |        |
| 2013-14                                |        |        |
| HCM Baia Mare                          | 12     |        |
|                                        |        |        |
| 2014-15                                |        |        |
| SCM Craiova                            | 108    |        |
|                                        |        |        |
| 2015-16                                |        |        |
| HCM Baia Mare                          | 61     |        |
|                                        |        |        |
| 2016-17                                |        |        |
| HC Dunărea Brăila / HCM Râmnicu Vâlcea | 7 / -  |        |
|                                        |        |        |
| 2017-18                                |        |        |
| HCM Râmnicu Vâlcea                     | 3      |        |
|                                        |        |        |
| 2018-19                                |        |        |
| SCM Craiova                            | 44     |        |
|                                        |        |        |
| 2019-20                                |        |        |
| CS Măgura Cisnădie                     | 48     |        |
|                                        |        |        |
| 2020-21                                |        |        |
| CS Minaur Baia Mare                    | 51     |        |
|                                        |        |        |
| 2021-22                                |        |        |
| CS Minaur Baia Mare                    | 85     |        |
|                                        |        |        |
| 2022-23                                |        |        |
| CS Minaur Baia Mare                    | 128    |        |
|                                        |        |        |
| 2023-24                                |        |        |
| CS Minaur Baia Mare                    | 92     |        |

| Sezon               | Echipă | Goluri |
| ------------------- | ------ | ------ |
|                     |        |        |
| 2012-13             |        |        |
| HC Zalău            |        |        |
|                     |        |        |
| 2013-14             |        |        |
| HCM Baia Mare       | -      |        |
|                     |        |        |
| 2014-15             |        |        |
| SCM Craiova         | 24     |        |
|                     |        |        |
| 2015-16             |        |        |
| HCM Baia Mare       | 2      |        |
|                     |        |        |
| 2017-18             |        |        |
| SCM Râmnicu Vâlcea  | -      |        |
|                     |        |        |
| 2018-19             |        |        |
| SCM Craiova         | -      |        |
|                     |        |        |
| 2019-20             |        |        |
| CS Măgura Cisnădie  | 2      |        |
|                     |        |        |
| 2020-21             |        |        |
| CS Minaur Baia Mare | 8      |        |
|                     |        |        |
| 2021-22             |        |        |
| CS Minaur Baia Mare | 3      |        |
|                     |        |        |
| 2022-23             |        |        |
| CS Minaur Baia Mare | -      |        |
|                     |        |        |
| 2023-24             |        |        |
| CS Minaur Baia Mare | 7      |        |

| Sezon         | Echipă | Goluri |
| ------------- | ------ | ------ |
|               |        |        |
| 2012-13       |        |        |
| HCM Baia Mare | 3      |        |
|               |        |        |
| 2014-15       |        |        |
| HCM Baia Mare | 1      |        |

| Ediția           | Echipă | Goluri | Pase de gol |
| ---------------- | ------ | ------ | ----------- |
|                  |        |        |             |
| Cehia 2011       |        |        |             |
| România junioare | 23     | 1      |             |

| Ediția           | Echipă | Goluri | Pase de gol |
| ---------------- | ------ | ------ | ----------- |
|                  |        |        |             |
| Muntenegru 2012  |        |        |             |
| România junioare | 32     | 3      |             |

| Ediția          | Echipă | Goluri | Pase de gol |
| --------------- | ------ | ------ | ----------- |
|                 |        |        |             |
| Danemarca 2013  |        |        |             |
| România tineret | 20     | 4      |             |

| Ediția          | Echipă | Goluri | Pase de gol |
| --------------- | ------ | ------ | ----------- |
|                 |        |        |             |
| Croația 2014    |        |        |             |
| România tineret | 19     | -      |             |

| Ediția                                 | Echipă | Goluri | Pase de gol |
| -------------------------------------- | ------ | ------ | ----------- |
|                                        |        |        |             |
| Slovenia, Macedonia și Muntenegru 2022 |        |        |             |
| România                                | 4      | 1      |             |

| Ediția         | Echipă | Goluri | Pase de gol |
| -------------- | ------ | ------ | ----------- |
|                |        |        |             |
| Danemarca 2015 |        |        |             |
| România        | 11     | 5      |             |
|                |        |        |             |
| Spania 2021    |        |        |             |
| România        | 3      | -      |             |

| Sezon                | Echipă | Goluri |
| -------------------- | ------ | ------ |
|                      |        |        |
| 2013-14              |        |        |
| HCM Baia Mare        | 1      |        |
|                      |        |        |
| 2015-16              |        |        |
| HCM Baia Mare        | 14     |        |
|                      |        |        |
| 2018-19 (Calificări) |        |        |
| SCM Craiova          | 7      |        |

| Sezon               | Echipă | Goluri |
| ------------------- | ------ | ------ |
|                     |        |        |
| 2020-21             |        |        |
| CS Minaur Baia Mare | 14     |        |
|                     |        |        |
| 2021-22             |        |        |
| CS Minaur Baia Mare | 19     |        |

| Sezon              | Echipă | Goluri |
| ------------------ | ------ | ------ |
|                    |        |        |
| 2012-13            |        |        |
| HC Zalău           | 12     |        |
|                    |        |        |
| 2016-17            |        |        |
| HC Dunărea Brăila  | 15     |        |
|                    |        |        |
| 2018-19            |        |        |
| SCM Craiova        | 13     |        |
|                    |        |        |
| 2019-20            |        |        |
| CS Măgura Cisnădie | 30     |        |